# (2506) Пирогов
(2506) Пирогов (лат. Pirogov) — типичный астероид главного пояса, открыт 26 августа 1976 года советским астрономом Николаем Черных в Крымской астрофизической обсерватории и 8 ноября 1984 года назван в честь хирурга и анатома Николая Пирогова.

## Обнаружение и именование
(2506) Пирогов
Открыт 26 августа 1976 года в Научном Н. С. Черных.
Назван в память выдающегося русского хирурга и анатома Николая Ивановича Пирогова (1810—1881), разработавшего новые методы анатомических исследований и основные принципы полевой хирургии. Ему приписывают постановку хирургии на научную основу.
Оригинальный текст (англ.)2506 Pirogov
Discovered 1976-08-26 by Chernykh, N. at Nauchnyj.
Named in memory of Nikolaj Ivanovich Pirogov (1810—1881), distinguished Russian surgeon and anatomist who developed new methods of anatomical research and the basic principles of field surgery. He has been credited with placing surgery on a scientific basis.
Источники: DISCOVERY.DB; M.P.C. 9214.

## Орбита

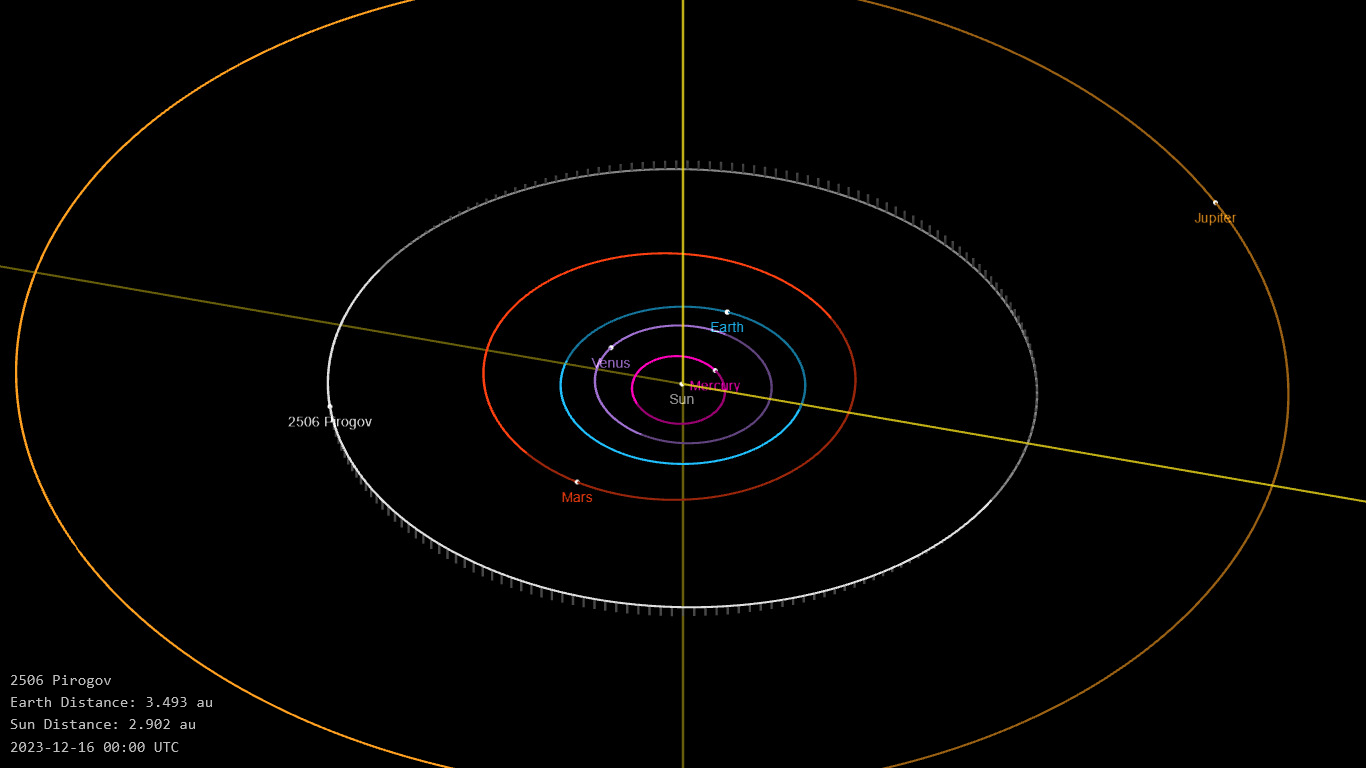
Орбита астероида Пирогов и его положение в Солнечной системе

## Физические характеристики
Из наблюдений системы Asteroid Terrestrial-impact Last Alert System следует, что астероид относится к таксономическому классу S.
По результатам наблюдений в видимом и ближнем инфракрасном диапазоне космического телескопа NEOWISE диаметр астероида оценивался равным 11,359±0,135 км. Согласно тем же источникам альбедо оценивается как 0,2609±0,0386 и 0,261±0,039.